# 16587 Nagamori
16587 Nagamori (1992 SE) là một tiểu hành tinh vành đai chính được phát hiện ngày 21 tháng 9 năm 1992 bởi K. Endate và K. Watanabe ở Kitami.